# NGC 5971
NGC 5971 is een spiraalvormig sterrenstelsel in het sterrenbeeld Draak. Het hemelobject werd op 5 augustus 1885 ontdekt door de Amerikaanse astronoom Lewis A. Swift.

## Synoniemen
- UGC 9929
- MCG 9-26-2
- ZWG 297.19
- PGC 55529